# NRJ Megamix
NRJ Megamix était une émission musicale française hebdomadaire diffusée par la station de radio FM NRJ le dimanche entre 20h et 21h à partir du 3 décembre 1989, succédant à NRJ Club. Puis à compter du 5 juillet 1992 et jusqu'à sa disparition définitive de la grille des programmes de la station  le 28 août 1994, l'émission était diffusée le samedi soir de minuit à une heure du matin.
Animée par Dimitri from Paris, celui-ci n'interviendra vocalement à l'antenne qu'à partir du 25 mars 1990, notamment pour donner en fin d'émission la playlist des morceaux écoutés.
Le principe de l'émission consistait en un mix d'une heure, Dimitri passait à l'antenne les dernières nouveautés garage et house souvent introuvables en France, produits par les plus grands DJs pour les faire écouter à des auditeurs de plus en plus enthousiasmés et conquis par des morceaux dance sur lesquels ne pouvaient danser que les habitués de clubs et discothèques underground des États-Unis ou de rares clubs sur Paris. 
C'est après cette aventure radiophonique que Dimitri a démarré une carrière internationale en devenant Dimitri from Paris.